# Wormaldia vlipla
Wormaldia vlipla là một loài Trichoptera hóa thạch trong họ Philopotamidae.